# Hidetoshi Takeda
Hidetoshi Takeda (武田 英寿 Takeda Hidetoshi?), född 15 september 2001 i Miyagi prefektur, är en japansk fotbollsspelare.
Takeda började sin karriär 2020 i Urawa Red Diamonds.